# Louis Delétraz
Louis Delétraz (Ginebra; 22 de abril de 1997) es un piloto de automovilismo suizo. Actualmente compite en carreras de resistencia. Entre 2018 y 2020 estuvo vinculado con el equipo Haas F1 Team. Es hijo del expiloto Jean-Denis Délétraz.

## Carrera

### Inicios
Luego de su paso por los karts, donde logró varios campeonatos, Delétraz tuvo su debut en monoplazas en 2012, en la Fórmula BMW. Desde 2013 hasta 2015, este piloto corrió en diferentes campeonatos de Fórmula Renault, donde ganó la Copa de Europa del Norte 2015, entre otros logros. En 2016 pasó a la Fórmula V8 3.5 Series y terminó segundo en el campeonato, detrás de Tom Dillmann, y, además, corrió ocho carreras de ADAC GT Masters.

### GP2 Series
En noviembre de 2016 fue confirmado para participar de la última ronda de la temporada del mismo año con el equipo Carlin Motorsport.

### Campeonato de Fórmula 2 de la FIA

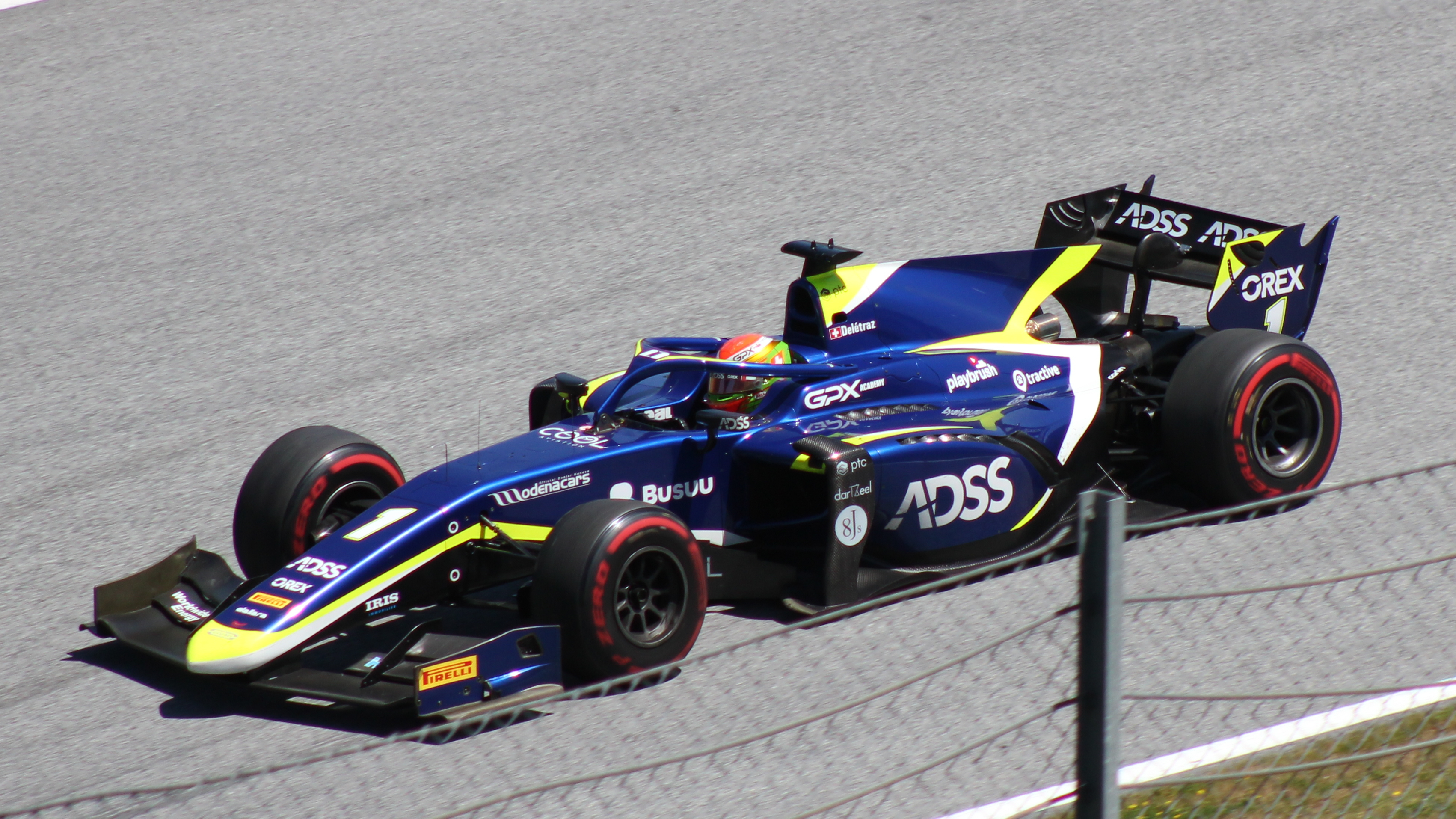
Louis Delétraz en la ronda de Spielberg de F2 2019.

En la temporada 2017, disputó las 7 primeras rondas para el equipo Racing Engineering, tras un cambio de asiento con el neerlandés Nyck de Vries, corrió las últimas 4 rondas con la escudería Rapax Team.
Para la temporada 2018, Delétraz compitió para el equipo Charouz Racing System, junto a Antonio Fuoco. Logró dos podios en las carreras cortas de Mónaco y Francia y acabó el campeonato en la décima posición.
En 2019, el suizo corrió en el equipo británico Carlin, junto con el japonés Nobuharu Matsushita. A lo largo de la temporada logró tres podios, finalizando octavo en el campeonato.
Para 2020, Louis regresará a Charouz, donde tendrá de compañero a Pedro Piquet.

### Fórmula 1
En noviembre de 2018, fue confirmado para participar en los test postemporada de Abu Dabi con la escudería Haas F1 Team. En 2019, ocupó el puesto de piloto de simulador. Para 2020 ocupará la labor de piloto de pruebas y reserva junto a Pietro Fittipaldi.

## Vida personal
Louis nació en la ciudad de Ginebra, Suiza. Su padre Jean-Denis Délétraz, fue piloto en Fórmula 1, 24 Horas de Le Mans, WEC, entre otras competencias.

## Resumen de carrera
| Temporada | Categoría                                          | Equipo                                      | Carreras          | Victorias         | Poles             | VR                | Podios            | Puntos            | Pos.              |
| --------- | -------------------------------------------------- | ------------------------------------------- | ----------------- | ----------------- | ----------------- | ----------------- | ----------------- | ----------------- | ----------------- |
| 2012      | Copa de Talentos de Fórmula BMW                    | —                                           | 3                 | 1                 | 3                 | 1                 | 2                 | 40                | 4.º               |
| 2013      | Copa de Europa del Norte de Fórmula Renault 2.0    | Josef Kaufmann Racing                       | 16                | 0                 | 0                 | 0                 | 0                 | 77                | 19.º              |
| 2014      | Copa de Europa del Norte de Fórmula Renault 2.0    | Josef Kaufmann Racing                       | 15                | 1                 | 1                 | 0                 | 5                 | 242               | 2.º               |
| 2014      | Eurocopa de Fórmula Renault 2.0                    | AVF                                         | 4                 | 0                 | 0                 | 0                 | 0                 | 0                 | NC†               |
| 2014      | Eurocopa de Fórmula Renault 2.0                    | Josef Kaufmann Racing                       | 2                 | 0                 | 0                 | 0                 | 0                 | 0                 | NC†               |
| 2015      | Copa de Europa del Norte de Fórmula Renault 2.0    | Josef Kaufmann Racing                       | 16                | 9                 | 12                | 8                 | 12                | 378               | 1.º               |
| 2015      | Eurocopa de Fórmula Renault 2.0                    | Josef Kaufmann Racing                       | 17                | 3                 | 5                 | 3                 | 5                 | 193               | 2.º               |
| 2015      | Fórmula Renault 3.5 Series                         | Comtec Racing                               | 2                 | 0                 | 0                 | 0                 | 0                 | 0                 | 29.º              |
| 2016      | Fórmula V8 3.5 Series                              | Fortec Motorsport                           | 18                | 2                 | 3                 | 5                 | 9                 | 230               | 2.º               |
| 2016      | ADAC GT Masters                                    | Schubert Motorsport                         | 8                 | 0                 | 0                 | 0                 | 0                 | 14                | 36.º              |
| 2016      | GP2 Series                                         | Carlin                                      | 2                 | 0                 | 0                 | 0                 | 0                 | 0                 | 26.º              |
| 2017      | Campeonato de Fórmula 2 de la FIA                  | Racing Engineering                          | 14                | 0                 | 0                 | 0                 | 0                 | 16                | 17.º              |
| 2017      | Campeonato de Fórmula 2 de la FIA                  | Rapax                                       | 8                 | 0                 | 0                 | 0                 | 0                 | 16                | 17.º              |
| 2018      | Campeonato de Fórmula 2 de la FIA                  | Charouz Racing System                       | 24                | 0                 | 0                 | 0                 | 2                 | 74                | 10.º              |
| 2018      | Fórmula 1                                          | Haas F1 Team                                | Piloto de pruebas | Piloto de pruebas | Piloto de pruebas | Piloto de pruebas | Piloto de pruebas | Piloto de pruebas | Piloto de pruebas |
| 2019      | Campeonato de Fórmula 2 de la FIA                  | Carlin                                      | 24                | 0                 | 0                 | 0                 | 3                 | 92                | 8.º               |
| 2020      | Campeonato de Fórmula 2 de la FIA                  | Charouz Racing System                       | 24                | 0                 | 0                 | 2                 | 5                 | 134               | 8.º               |
| 2020      | 24 Horas de Le Mans - LMP1                         | Rebellion Racing                            |                   |                   |                   |                   |                   |                   | 4.º               |
| 2021      | European Le Mans Series - LMP2                     | Team WRT                                    | 6                 | 3                 | 0                 | 0                 | 4                 | 118               | 1.º               |
| 2021      | Campeonato Mundial de Resistencia de la FIA - LMP2 | Inter Europol Competition                   | 1                 | 0                 | 0                 | 0                 | 0                 | 15                | 20.º              |
| 2022      | Campeonato Mundial de Resistencia de la FIA - LMP2 | Prema Orlen Team                            | 6                 | 0                 | 0                 | 1                 | 1                 | 94                | 5.º               |
| 2022      | WeatherTech SportsCar Championship - LMP2          | Tower Motorsport                            | 6                 | 2                 | 0                 | 3                 | 5                 | 1712              | 7.º               |
| 2022      | European Le Mans Series - LMP2                     | Prema Racing                                | 6                 | 4                 | 0                 | 1                 | 5                 | 125               | 1.º               |
| 2023      | Campeonato Mundial de Resistencia de la FIA - LMP2 | Team WRT                                    | 7                 | 3                 | 0                 | 0                 | 6                 | 173               | 1.º               |
| 2023      | WeatherTech SportsCar Championship - GTP           | Wayne Taylor Racing with Andretti Autosport | 4                 | 0                 | 1                 | 0                 | 1                 | 1165              | 11.º              |
| 2023      | WeatherTech SportsCar Championship - LMP2          | Tower Motorsports                           | 3                 | 0                 | 0                 | 0                 | 1                 | 912               | 12.º              |
| 2023      | European Le Mans Series - LMP2 Pro-Am              | Racing Team Turkey                          | 6                 | 2                 | 0                 | 0                 | 3                 | 94                | 3.º               |
| 2023-24   | Asian Le Mans Series - LMP2                        | 99 Racing                                   | 5                 | 2                 | 0                 | 1                 | 3                 | 70                | 3.º               |
| 2024      | WeatherTech SportsCar Championship - GTP           | Wayne Taylor Racing with Andretti           | 9                 | 1                 | 1                 | 1                 | 2                 | 2603              | 5.º               |
| 2024      | WeatherTech SportsCar Championship - LMP2          | AO Racing                                   | 1                 | 0                 | 1                 | 0                 | 0                 | 265               | 47.º              |
| 2024      | European Le Mans Series - LMP2                     | Orlen Team AO by TF                         | 6                 | 1                 | 1                 | 0                 | 4                 | 93                | 1.º               |
| 2024      | 24 Horas de Le Mans - LMP2                         | AO by TF                                    |                   |                   |                   |                   |                   |                   | 6.º               |
| 2024-25   | Asian Le Mans Series - LMP2                        | Pure Rxcing                                 | 2                 | 0                 | 0                 | 0                 | 1                 | 19                | 12.º              |
| 2025      | IMSA SportsCar Championship - GTP                  | Cadillac Wayne Taylor Racing                | Disputándose      | Disputándose      | Disputándose      | Disputándose      | Disputándose      | Disputándose      | Disputándose      |
| 2025      | European Le Mans Series - LMP2                     | AO by TF                                    | Disputándose      | Disputándose      | Disputándose      | Disputándose      | Disputándose      | Disputándose      | Disputándose      |
| Fuente:   |                                                    |                                             |                   |                   |                   |                   |                   |                   |                   |

- † Delétraz era piloto invitado, por lo que no acumuló puntos.

## Resultados

### Fórmula Renault 3.5 Series/Fórmula V8 3.5 Series
(Clave) (negrita indica pole position) (cursiva indica vuelta rápida)

| Año  | Equipo             | 1     | 2       | 3       | 4       | 5       | 6         | 7       | 8        | 9         | 10      | 11      | 12      | 13      | 14      | 15       | 16    | 17      | 18      | Pos. | Puntos |
| ---- | ------------------ | ----- | ------- | ------- | ------- | ------- | --------- | ------- | -------- | --------- | ------- | ------- | ------- | ------- | ------- | -------- | ----- | ------- | ------- | ---- | ------ |
| 2015 | Comtec Racing      | ALC 1 | ALC 2   | MON 1   | SPA 1   | SPA 2   | HUN 1     | HUN 2   | RBR 1 15 | RBR 2 Ret | SIL 1   | SIL 2   | NÜR 1   | NÜR 2   | BUG 1   | BUG 2    | JER 1 | JER 2   |         | 29.º | 0      |
| 2016 | Fortec Motorsports | ALC 1 | ALC 2 5 | HUN 1 3 | HUN 2 4 | SPA 1 3 | SPA 2 Ret | LEC 1 6 | LEC 2 1  | SIL 1 10  | SIL 2 6 | RBR 1 2 | RBR 2 4 | MNZ 1 2 | MNZ 2 3 | JER 1 12 | JER 2 | CAT 1 2 | CAT 2 4 | 2.º  | 230    |

### GP2 Series
(Clave) (negrita indica pole position) (cursiva indica vuelta rápida puntuable)

| Año  | Escudería | 1   | 1   | 2   | 2   | 3   | 3   | 4   | 4   | 5   | 5   | 6   | 6   | 7   | 7   | 8   | 8   | 9   | 9   | 10  | 10  | 11  | 11  | Pos. | Puntos | Ref.   |
| ---- | --------- | --- | --- | --- | --- | --- | --- | --- | --- | --- | --- | --- | --- | --- | --- | --- | --- | --- | --- | --- | --- | --- | --- | ---- | ------ | ------ |
| 2016 | Carlin    | BAR | BAR | MON | MON | BAK | BAK | SPI | SPI | SIL | SIL | BUD | BUD | HOC | HOC | SPA | SPA | MNZ | MNZ | KUA | KUA | YMC | YMC | 26.º | 0      | [ 17 ] |
| 2016 | Carlin    |     |     |     |     |     |     |     |     |     |     |     |     |     |     |     |     |     |     |     |     | Ret | 17  | 26.º | 0      | [ 17 ] |

### Campeonato de Fórmula 2 de la FIA
(Clave) (negrita indica pole position) (cursiva indica vuelta rápida puntuable)

| Año  | Escudería             | 1    | 1    | 2    | 2    | 3   | 3   | 4    | 4    | 5    | 5    | 6   | 6   | 7   | 7   | 8   | 8   | 9   | 9   | 10  | 10  | 11   | 11   | 12   | 12   | Pos. | Puntos | Ref.   |
| ---- | --------------------- | ---- | ---- | ---- | ---- | --- | --- | ---- | ---- | ---- | ---- | --- | --- | --- | --- | --- | --- | --- | --- | --- | --- | ---- | ---- | ---- | ---- | ---- | ------ | ------ |
| 2017 |                       | SAK  | SAK  | BAR  | BAR  | MON | MON | BAK  | BAK  | SPI  | SPI  | SIL | SIL | BUD | BUD | SPA | SPA | MNZ | MNZ | JER | JER | YMC  | YMC  |      |      | 17.º | 16     | [ 18 ] |
| 2017 | Racing Engineering    | 20   | 12   | 11   | 14   | 15  | 16  | Ret  | 16   | 17   | 13   | 12  | 13  | 10  | 12  |     |     |     |     |     |     |      |      |      |      | 17.º | 16     | [ 18 ] |
| 2017 | Rapax                 |      |      |      |      |     |     |      |      |      |      |     |     |     |     | 14  | 12  | 7   | 4   | 17  | 12  | 10   | Ret  |      |      | 17.º | 16     | [ 18 ] |
| 2018 | Charouz Racing System | SAK  | SAK  | BAK  | BAK  | BAR | BAR | MON  | MON  | LEC  | LEC  | SPI | SPI | SIL | SIL | BUD | BUD | SPA | SPA | MNZ | MNZ | SOC  | SOC  | YMC  | YMC  | 10.º | 74     | [ 7 ]  |
| 2018 | Charouz Racing System | 13   | 9    | Ret  | 10   | Ret | 10  | 4    | 2    | 6    | 2    | Ret | Ret | 4   | 5   | 17  | 9   | 18  | 13  | 13  | 11  | 12   | 13   | 6    | 6    | 10.º | 74     | [ 7 ]  |
| 2019 | Carlin                | SAK  | SAK  | BAK  | BAK  | BAR | BAR | MON  | MON  | LEC  | LEC  | SPI | SPI | SIL | SIL | BUD | BUD | SPA | SPA | MNZ | MNZ | SOC  | SOC  | YMC  | YMC  | 8.º  | 92     | [ 8 ]  |
| 2019 | Carlin                | 5    | 5    | Ret  | Ret  | 12  | 11  | 7    | 2    | NC   | 7    | 7   | Ret | 7   | 2   | Ret | 13  | C   | C   | Ret | 8   | 3    | 14   | 4    | 6    | 8.º  | 92     | [ 8 ]  |
| 2020 | Charouz Racing System | SPI1 | SPI1 | SPI2 | SPI2 | BUD | BUD | SIL1 | SIL1 | SIL2 | SIL2 | BAR | BAR | SPA | SPA | MNZ | MNZ | MUG | MUG | SOC | SOC | SAK1 | SAK1 | SAK2 | SAK2 | 8.º  | 134    | [ 19 ] |
| 2020 | Charouz Racing System | 7    | 2    | 19   | 12   | 7   | 6   | 6    | 3    | 5    | 4    | 10  | 9   | 4   | 6   | 8   | 4   | 3   | 2   | 18  | 17  | 16   | 3    | 12   | 13   | 8.º  | 134    | [ 19 ] |

### 24 Horas de Le Mans
| Año     | Equipo           | Copilotos                      | Automóvil            | Clase | Vueltas | Pos. | Pos. Clase |
| ------- | ---------------- | ------------------------------ | -------------------- | ----- | ------- | ---- | ---------- |
| 2020    | Rebellion Racing | Nathanaël Berthon Romain Dumas | Rebellion R13-Gibson | LMP1  | 381     | 4.º  | 4.º        |
| 2021    | Team WRT         | Robert Kubica Ye Yifei         | Oreca 07-Gibson      | LMP2  | 362     | NC   | NC         |
| 2022    | Prema Orlen Team | Lorenzo Colombo Robert Kubica  | Oreca 07-Gibson      | LMP2  | 369     | 6.º  | 2.º        |
| 2023    | Team WRT         | Rui Andrade Robert Kubica      | Oreca 07-Gibson      | LMP2  | 328     | 10.º | 2.º        |
| 2024    | AO by TF         | P. J. Hyett Alex Quinn         | Oreca 07-Gibson      | LMP2  | 295     | 20.º | 6.º        |
| Fuente: |                  |                                |                      |       |         |      |            |